# Bart Dockx
Pour les articles homonymes, voir Dockx.
Bart Dockx (né le 2 septembre 1981 à Turnhout) est un coureur cycliste belge, professionnel de 2004 à 2011.

## Biographie
Bart Dockx intègre en 2003 l'équipe espoirs de la Quick Step-Davitamon. Il passe professionnel l'année suivante chez Relax-Bodysol en compagnie de plusieurs de ses coéquipiers.
En 2005, il rejoint l'équipe ProTour belge Davitamon-Lotto. Il y participe à son premier grand tour, la Vuelta 2005. Lors de l'édition suivante de cette épreuve, il prend la deuxième place de la douzième étape remportée par Luca Paolini, devant Paolo Bettini.
En 2010, il rejoint l'équipe Landbouwkrediet. Non-convervé par cette équipe à l'issue de la saison 2011, il met fin à sa carrière faute de trouver un nouvel employeur.

## Palmarès
- 1999
  - 3e du Tour des Flandres juniors
- 2001
  - 3e étape du Tour du Brabant flamand
- 2002
  - Flèche flamande
  - 1re étape du Ronde Van Zuid-Oost-Vlaanderen
  - 2e des Deux Jours du Gaverstreek
  - 3e de Zellik-Galmaarden
  - 3e du championnat de Belgique sur route espoirs
  - 3e du Tour du Brabant flamand
- 2003
  - 2e des Deux Jours du Gaverstreek
- 2006
  - 3e du Grand Prix Pino Cerami

## Résultats sur les grands tours

### Tour d'Espagne
4 participations
- 2005 : 95e
- 2006 : abandon (17e étape)
- 2007 : 111e
- 2008 : 111e

### Tour d'Italie
1 participation
- 2009 : 168e